# Лючка
Лючка (укр. Лючка) — река на Украине, в пределах Косовского и Коломыйского районов Ивано-Франковской области. Левый приток реки Пистынка (бассейн Дуная).

## Описание
Длина реки 42 км, площадь бассейна 397 км². Долина реки широкая, плоская, ступенчатая, снижается с запада на восток. В верховье долина каньоноподобная, ниже — V-образная, шириной 1,2-2 км. Ширина поймы выше села Лючки 10-20 м, на отдельных участках пойма отсутствует. Ниже её ширина достигает 150 м. Русло слабоизвилистое, средняя ширина 6-12 м (наибольшая — 32 м). Есть острова, водопад (ниже села Средний Березов). Уклон реки 16 м/км.
Для берегов Лючки характерны сдвиги, отвесные обрывы (в 1999 году произошел крупный сдвиг берега в селе Мышин).

## Месторасположение
Берёт начало в северо-западной части Покутско-Буковинских Карпат, близ юго-западной окраины села Лючки. От истоков течёт преимущественно на восток, после села Стопчатов поворачивает на север, а перед устьем — снова на восток. Устье Лючки расположено в нескольких сотнях метров выше устья Пистынки, напротив южной окраины города Коломыя.

## Притоки
Основные притоки — Ласкунка, Вербижец, Красник, Керлибага, Весняк, Соповка (левые); Акра, Рушир, Уторопка (правые).

## Населённые пункты
На реке расположены посёлок городского типа Яблонов, сёла Лючки, Средний Березов, Нижний Березов, Люча, Стопчатов, Ковалёвка, Мышин, Верхний Вербиж, Нижний Вербиж.